# Spilogona princeps
Spilogona princeps är en tvåvingeart som beskrevs av Huckett 1965. Spilogona princeps ingår i släktet Spilogona och familjen husflugor.
Artens utbredningsområde är Alaska. Inga underarter finns listade i Catalogue of Life.